# Taste of Chaos
Taste of Chaos (noto anche come The Rockstar Taste of Chaos Tour) è un tour che iniziò nell'inverno del 2004, capitanato da Kevin Lyman, creatore del pieno di successo Warped Tour. Il tour del Taste of Chaos fu designato per non trovare nelle band il solito formato punk, emo e metal che usualmente proponeva il Warped Tour.
Le band proposte nel 2007 sono: Thirty Seconds to Mars, The Used, Rise Against, Senses Fail, Saosin, Chiodos, Aiden ed Evaline; che gireranno Europa, Australia e Asia, mentre nell'unica tappa italiana, all'Estragon di Bologna, sono presenti solo i The Used, i Rise Against e gli Aiden.